# Кров і ґрунт
«Кров та земля» (нім. Blut und Boden, скорочено Blubo) — складова ідеології Третього Рейху, що розглядає взаємозв'язок національного походження («крові») і рідної землі, що дає нації прожиток («земля»), як основоположну константу, стрижень націонал-соціалістичної расової політики та культурно-політичного виховання.

## Теорія
На підставі теорії «крові та землі» носієм і зразком народних традицій, що найбільш зберегли зв'язок з рідною землею, було німецьке селянство. Крім цього, поняття «ґрунту» означало не тільки збереження своїх земель, а й завоювання нових для «німецької крові та німецького плуга», тобто розширення життєвого простору (зокрема — натиск на Схід). Ідеологія «крові і ґрунту» в Німеччині виникла та поширилися наприкінці XIX століття серед расистських і націоналістичних навчань. Її критики вказували на те, що ця ідеологія служить для виправдання злочинної політики націй, які бажають забезпечити своє процвітання шляхом розв'язування воєн і знищення інших, «менш гідних» народів. Виправданням ж повинні були служити расистські обґрунтовані посилання на особливу цінність і чистоту крові народу-агресора.
Вперше поняття «крові і ґрунту» згадується в 1922 році у філософській роботі О. Шпенглера «Занепад Європи», у якій ідеться про «боротьбу між кров'ю і ґрунтом за внутрішнє додавання (форму) вирощеного (на цьому ґрунті) виду тварин або людини». Потім його використовує Август Винниг у своїх книгах «Звільнення» (1926) і «Рейх як республіка» (1928), які починалися з тези: Кров і ґрунт — це доля народів. Лише в 1930 році теорія «крові і ґрунту» сформувалася в певну націонал-соціалістичну доктрину — у творі Ріхарда Дарре «Нова аристократія із крові і ґрунту». У цій роботі розкривалися зв'язку між расовими, господарськими та аграрно-політичними основами в ідеології націонал-соціалістів.

На виконання вимог теорії «крові і ґрунту» після приходу в Німеччині до влади НСРПН, у вересні 1933 року приймається «Імперський закон спадкування», де особливо було виділено видатне положення в суспільстві німецького селянства і його захист. Зокрема, цим законом стверджувалося, що
...Імперський уряд захищатиме спадкові традиції і звичаї селянства, щоб зберегти природне джерело крові німецького народу. Селянські господарства мають бути захищені від непосильних боргів і розділів при їх успадкуванні… Селянином може бути тільки німецький громадянин, з німецької або близькоспорідненої кров'ю…
Крім цього ідеологія «крові і ґрунту» містила також елементи ламаркизму, стверджуючи, що етнічні особливості народів тісно пов'язані з географічним середовищем, в якій ці народи формуються і проживають — пов'язуючи таким чином ще більше поняття «крові» і «ґрунту» між собою. Тільки на рідній землі можуть найбільш повно розкритися таланти і можливості породженої нею «крові».
Тези ідеології «крові і ґрунту» намагався заперечувати філософ Мартін Хайдеггер у своїх Фрейбургских лекціях 1933 року, вказуючи, що: «Кров і ґрунт хоч і є потужною і необхідною, проте недостатньою умовою для існування якого-небудь народу».
У січні 1934 року в Берліні було засновано видавництво Blut und Boden Verlag GmbH. У 1935 році воно було переведене в Гослар, пізніше повернулася знову в Берлін. Тут друкувалася література, покликана впроваджувати в маси націонал-соціалістську ідеологію «крові і ґрунту». У 1945 році видання такої літератури було припинено, саме видавництво було закрито в 1958 році.